# Aporosa selangorica
Aporosa selangorica är en emblikaväxtart som beskrevs av Ferdinand Albin Pax och Käthe Hoffmann. Aporosa selangorica ingår i släktet Aporosa och familjen emblikaväxter. Inga underarter finns listade i Catalogue of Life.